# Николай Звезданов
Николай Петров Звезданов е български литературен историк; доцент във Великотърновския университет „Св. св. Кирил и Методий“.

## Биография
Роден е на 16 февруари 1949 г. в село Ягодово, област Монтана. Завършва гимназия във Вършец през 1967 г. и българска филология в Софийския държавен университет през 1974 г.
От 1975 г. е преподавател по руска класическа литература в Катедрата по чужди литератури във Великотърновския университет. Защитава докторска дисертация на тема „Художествената картина на света в творчеството на Йордан Радичков и Гогол“ (1984), става доцент през 1990 г. Специализира в Москва, а през 1989 – 1991 г. е лектор по български език и култура в Националния автономен университет в Мексико сити. През 1991 г. чете лекции по руска класическа литература в университетите Интерконтинентал и Иберо-американа. Публикува студии и статии в научни издания в България и Мексико.